# Epacris mucronulata
Epacris mucronulata är en ljungväxtart som beskrevs av Robert Brown. Epacris mucronulata ingår i släktet Epacris och familjen ljungväxter. Inga underarter finns listade i Catalogue of Life.